# Resolutie 983 Veiligheidsraad Verenigde Naties
Resolutie 983 van de Veiligheidsraad van de Verenigde Naties werd unaniem aangenomen op 31 maart 1995. Deze resolutie verving de UNPROFOR-vredesmacht voor wat betrof Macedonië door UNPREDEP.

## Achtergrond
In 1980 overleed de Joegoslavische leider Tito, die decennialang de bindende kracht was geweest tussen de zes deelstaten van het land. Na zijn dood kende het nationalisme een sterke opmars, en in 1991 verklaarde onder meer Macedonië zich onafhankelijk. 
In tegenstelling tot andere delen van Joegoslavië zou het er hierna gedurende een aantal jaar vrij rustig blijven, tot 2001, toen Albanese rebellen in het noorden, aan de grens met Kosovo, in opstand kwamen. Daarbij werden langs beide zijden grof geweld gebruikt, en stond het land op de rand van een burgeroorlog. De NAVO en de EU kwamen echter tussenbeide, en dwongen een akkoord af.

## Inhoud
De Veiligheidsraad:
- herinnert aan resolutie 795 (1992);
- wil zoeken naar een onderhandelde oplossing voor de conflicten in ex-Joegoslavië;
- bevestigt de onafhankelijkheid, soevereiniteit en territoriale integriteit van Macedonië;
- is bezorgd om mogelijke ontwikkelingen die de stabiliteit daar kunnen ondermijnen;
- verwelkomt de positieve rol van UNPROFOR in Macedonië;
- bemerkt het rapport van de secretaris-generaal[1];

1. verwelkomt het rapport en de getroffen regelingen in paragraaf °84[2];
2. beslist dat UNPROFOR in Macedonië nu VN-Voorkomende Ontplooiingsmacht (UNPREDEP) heet, met een mandaat tot 30 november;
3. UNPREDEP moet blijven samenwerken met UNPROFOR en de missie van de OVSE;
4. roept de lidstaten op om bij te dragen aan UNPREDEP;
5. vraagt de secretaris-generaal om de Raad op de hoogte te houden over de ontwikkelingen;
6. besluit om op de hoogte te blijven.

## Verwante resoluties
- Resolutie 981 Veiligheidsraad Verenigde Naties
- Resolutie 982 Veiligheidsraad Verenigde Naties
- Resolutie 987 Veiligheidsraad Verenigde Naties
- Resolutie 988 Veiligheidsraad Verenigde Naties

Lijst ·  970 ·  971 ·  972 ·  973 ·  974 ·  975 ·  976 ·  977 ·  978 ·  979 ·  980 ·  981 ·  982 ·  983 ·  984 ·  985 ·  986 ·  987 ·  988 ·  989 ·  990 ·  991 ·  992 ·  993 ·  994 ·  995 ·  996 ·  997 ·  998 ·  999 ·  1000 ·  1001 ·  1002 ·  1003 ·  1004 ·  1005 ·  1006 ·  1007 ·  1008 ·  1009 ·  1010 ·  1011 ·  1012 ·  1013 ·  1014 ·  1015 ·  1016 ·  1017 ·  1018 ·  1019 ·  1020 ·  1021 ·  1022 ·  1023 ·  1024 ·  1025 ·  1026 ·  1027 ·  1028 ·  1029 ·  1030 ·  1031 ·  1032 ·  1033 ·  1034 ·  1035